# AFI's 100 Years... 100 Heroes and Villains
AFI's 100 Years… 100 Heroes and Villains est le classement des plus grands héros et méchants du cinéma américain choisis en juin 2003 par l'American Film Institute.

## Liste des héros
1. Atticus Finch (Du silence et des ombres), Gregory Peck.
2. Indiana Jones (Les Aventuriers de l'arche perdue), Harrison Ford
3. James Bond (James Bond 007 contre docteur No), Sean Connery
4. Rick Blaine (Casablanca), Humphrey Bogart
5. Will Kane (Le train sifflera trois fois), Gary Cooper
6. Clarice Starling (Le Silence des agneaux), Jodie Foster
7. Rocky Balboa (Rocky), Sylvester Stallone
8. Ellen Ripley (Alien - Le huitième passager), Sigourney Weaver
9. George Bailey (La vie est belle), James Stewart
10. T. E. Lawrence (Lawrence d'Arabie), Peter O'Toole
11. Jefferson Smith (Monsieur Smith au Sénat), James Stewart
12. Tom Joad (Les Raisins de la colère), Henry Fonda
13. Oskar Schindler (La Liste de Schindler), Liam Neeson
14. Han Solo (Star Wars, épisode IV : Un nouvel espoir), Harrison Ford
15. Norma Rae Webster (Norma Rae), Sally Field
16. Shane (L'Homme des vallées perdues), Alan Ladd
17. Harry Callahan  (L'Inspecteur Harry), Clint Eastwood
18. Robin des Bois (Les Aventures de Robin des Bois), Errol Flynn
19. Virgil Tibbs (Dans la chaleur de la nuit), Sidney Poitier
20. Butch & Sundance Kid (Butch Cassidy et le Kid), Paul Newman & Robert Redford
21. Mahatma Gandhi (Gandhi), Ben Kingsley
22. Spartacus (Spartacus), Kirk Douglas
23. Terry Malloy (Sur les quais), Marlon Brando
24. Thelma Dickenson & Louise Sawyer  (Thelma et Louise), Geena Davis & Susan Sarandon
25. Lou Gehrig (Vainqueur du destin), Gary Cooper
26. Superman (Superman), Christopher Reeve
27. Bob Woodward & Carl Bernstein   (Les Hommes du président), Robert Redford & Dustin Hoffman
28. L'architecte (juré n°8) (Douze hommes en colère), Henry Fonda
29. General George Patton (Patton), George C. Scott
30. Luke Jackson (Luke la main froide), Paul Newman
31. Erin Brockovich (Erin Brockovich, seule contre tous), Julia Roberts
32. Philip Marlowe (Le Grand Sommeil), Humphrey Bogart
33. Marge Gunderson (Fargo), Frances McDormand
34. Tarzan (Tarzan, l'homme singe), Johnny Weissmuller
35. Alvin York (Sergent York), Gary Cooper
36. Rooster Cogburn (Cent dollars pour un shérif), John Wayne
37. Obi-Wan Kenobi (Star Wars, épisode IV : Un nouvel espoir), Alec Guinness
38. The Tramp (Les Lumières de la ville), Charlie Chaplin
39. Lassie (Fidèle Lassie), Pal (chien)
40. Frank Serpico (Serpico), Al Pacino
41. Arthur Chipping (Au revoir Mr. Chips), Robert Donat
42. Père Edward J. Flanagan (Des hommes sont nés), Spencer Tracy
43. Moïse (Les Dix Commandements), Charlton Heston
44. Jimmy "Popeye" Doyle (French Connection), Gene Hackman
45. Zorro (Le Signe de Zorro), Tyrone Power
46. Batman (Batman), Michael Keaton
47. Karen Silkwood (Le Mystère Silkwood), Meryl Streep
48. Terminator (Terminator 2 : le Jugement dernier), Arnold Schwarzenegger
49. Andrew Beckett (Philadelphia), Tom Hanks
50. Maximus Decimus Meridius, (Gladiator), Russell Crowe

## Liste des méchants
1. Hannibal Lecter (Le Silence des agneaux), Anthony Hopkins
2. Norman Bates (Psychose), Anthony Perkins
3. Dark Vador (Star Wars, épisode V : L'Empire contre-attaque), David Prowse & voix de James Earl Jones
4. La Méchante sorcière de l'Ouest (Le Magicien d'Oz), Margaret Hamilton
5. L'infirmière Mildred Ratched (Vol au-dessus d'un nid de coucou), Louise Fletcher
6. M. Potter (La vie est belle (1946)), Lionel Barrymore
7. Alex Forrest (Liaison fatale), Glenn Close
8. Phyllis Dietrichson (Assurance sur la mort), Barbara Stanwyck
9. Regan McNeil (L'Exorciste), Linda Blair & la voix, le diable qui la possède par Mercedes McCambridge
10. La Reine & La Sorcière (Blanche-Neige et les Sept Nains), Lucille La Verne
11. Michael Corleone (Le Parrain 2), Al Pacino
12. Alex DeLarge (Orange mécanique), Malcolm McDowell
13. HAL 9000 (2001, l'Odyssée de l'espace), Douglas Rain
14. Alien Xénomorphe (Alien - Le huitième passager), Bolaji Badejo
15. Amon Göth (La Liste de Schindler), Ralph Fiennes
16. Noah Cross (Chinatown), John Huston
17. Annie Wilkes (Misery), Kathy Bates
18. Le Requin Blanc (Bruce) (Les Dents de la mer)
19. Captain Bligh (Les Révoltés du Bounty), Charles Laughton
20. L’Homme (Bambi)
21. Eleanor Iselin (Un crime dans la tête), Angela Lansbury
22. T-800, Le Terminator (Terminator), Arnold Schwarzenegger
23. Eve Harrington (Ève), Anne Baxter
24. Gordon Gekko (Wall Street), Michael Douglas
25. Jack Torrance (Shining), Jack Nicholson
26. Cody Jarrett (L'enfer est à lui), James Cagney
27. Les Martiens (La Guerre des mondes)
28. Max Cady (Les Nerfs à vif), Robert Mitchum
29. Reverend Harry Powell (La Nuit du chasseur), Robert Mitchum
30. Travis Bickle (Taxi Driver), Robert De Niro
31. Mrs. Danvers (Rebecca), Judith Anderson
32. Bonnie Parker et Clyde Barrow (Bonnie and Clyde), Warren Beatty & Faye Dunaway
33. Comte Dracula (Dracula), Bela Lugosi
34. Dr Christian Szell (Marathon Man), Laurence Olivier
35. J.J. Hunsecker (Le Grand Chantage), Burt Lancaster
36. Frank Booth (Blue Velvet), Dennis Hopper
37. Harry Lime (Le Troisième Homme), Orson Welles
38. Caesar Enrico Bandello (Le Petit César), Edward G. Robinson
39. Cruella De Vil (Les 101 Dalmatiens), Betty Lou Gerson
40. Freddy Krueger (Les Griffes de la nuit), Robert Englund
41. Joan Crawford (Maman très chère), Faye Dunaway
42. Tom Powers (L'Ennemi public), James Cagney
43. Regina Giddens (La Vipère), Bette Davis
44. Baby Jane Hudson (Qu'est-il arrivé à Baby Jane ?), Bette Davis
45. Le Joker (Batman), Jack Nicholson
46. Hans Gruber (Die Hard : Piège de Cristal), Alan Rickman
47. Tony Camonte (Scarface), Paul Muni
48. Keyser Söze (Usual Suspects), Kevin Spacey
49. Auric Goldfinger (Goldfinger), Gert Fröbe
50. Détective Alonzo Harris (Training Day), Denzel Washington